# فيروس الإنفلونزا أ H10N8
النوع الفرعي من فيروس الأنفلونزا أ H10N8 هو أحد فيروسات أنفلونزا الطيور. إنه واحد من ثلاثة أنواع فرعية من فيروسات إنفلونزا الطيور H10 المعزولة من البط المنزلي في الصين، والمُحددة باسم SH602/H10N8 و FJ1761/H10N3 و SX3180/H10N7.

## الوجود في الأنواع غير البشرية
تم عزل أول فيروس A / H10N8 من بطة في مقاطعة غوانغدونغ، الصين, في عام 2012. يُظهر الفيروس قدرة عالية على الإمراض في الفئران. تم العثور عليها أيضًا في الطيور المائية والكلاب الوحشية وأسواق الدواجن الحية. في حين أن العديد من فيروسات النمط الجيني H10 (على سبيل المثال تنتشر H10N8 و H10N3 و H10N7) في أسواق الدواجن الحية في الصين، ولا تزال قدرتها على إصابة الثدييات غير معروفة إلى حد كبير.

## الوجود عند البشر
يشير تسلسل الجينوم وتوصيف الفيروس إلى أن سلالات الفيروس التي أصابت البشر نشأت من أسواق الدواجن. تم اكتشاف H10N8، وكذلك H10N7 و H6N8، في البشر بدرجة أقل من السلالات الأخرى.